# 余啓元
余啓元（1543年—？），字伯貞，直隸徽州府婺源縣人，明朝政治人物。

## 生平
隆慶元年（1567年）丁卯科應天府鄉試第七十五名，會試第五十九名，萬曆二年（1574年）登甲戌科進士第三甲第一百二十八名。授任丘县知县。

## 家族
曾祖父余炅；祖父余垠；父余純質。母宋氏。具慶下。